# OLX
OLX este un website de vânzări în piața online fondat în anul 2006, care operează în 45 de țări, fiind cel mai mare site de anunțuri clasificate din India, Brazilia și Polonia.
Compania a fost fondată de Fabrice Grinda și Alec Oxenford ca alternativă pentru lumea din afara Statelor Unite ale Americii. Grupul sud-african Naspers a achiziționat pachetul majoritar ale OLX, în 2010, și 95% din companie în 2014.

## Istoric
OLX facilitează cumpărarea și vânzarea de bunuri și servicii, cum ar fi electronice, mobilier, bunuri de uz casnic, mașini etc. OLX a avut 11 miliarde de vizualizări de pagini, 200 de milioane de utilizatori activi lunar, 25 de milioane de listări, și 8,5 milioane de tranzacții pe lună în 2014.
Plata între cumpărător și vânzător sunt realizate offline, astfel încât OLX nu are de-a face cu diferite infrastructuri de plată de disponibilitate în fiecare dintre piețele sale. În 2006, OLX a cumpărat Mundoanuncio.com, un site de mică publicitate de pe piața hispanică și în 2007, OLX a făcut o investiție cu site-ul chinez Edeng.cn. În 2008, OLX s-a extins în Filipine și a intrat într-un parteneriat de afaceri cu Twitter.
OLX a investit în Web 2.0 în 2008, cum ar fi widget-uri, căutare îmbunătățită, editori, hărți interactive și versiuni mobile.
În 2009, OLX a încheiat un parteneriat cu Hi5, o rețea socială, care, la momentul respectiv a avut 60 de milioane de utilizatori. Hi5 a implementat în OLX noi caracteristici, cum ar fi afișarea de anunțuri și schimbul de anunțuri cu prietenii, interacțiune video, imagini și caracteristici de telefonie mobilă, în 39 de limbi și în 90 de țări.
În 2014, CEO-ul Alec Oxenford a declarat că OLX adoptat o „abordare marțiană” pentru expansiunea internațională, prin lansarea în India, cea mai mare de pe respectiva piață, și nu în Statele Unite ale Americii. Naspers a consolidat operațiunile online, în mod confidențial, în Filipine, Thailanda, Polonia, Ungaria, Bulgaria, România, Ucraina, Belarus, Kazahstan și Indonezia, redenumindu-le în OLX.
Compania a mai investit masiv și în publicitate televizată. Oxenford, a declarat că OLX acționat ca un „creator de avere” în piețele emergente, care să permită oamenilor servicii și bunuri.
Aproximativ 240 de milioane de vizite lunare au provenit de pe versiunea mobilă în 2014, adică 54% din traficul global.

### India
Compania a început activitatea prin publicitate în India, în 2011. OLX a declarat că a avut 60% din cota de piață în India, în 2013, cu 80% de pe versiunea mobilă. De asemenea, 1,5 miliarde de anunțuri au fost generate din India în 2014. Morgan Stanley numit OLX „lider de necontestat în India”, într-un raport din 2013.
OLX a devenit un argou verb pentru „a vinde” în această țară. Aproximativ 90% din anunțurile din India au fost generate pentru echipamente de telefonie mobilă și electronice, bunuri de uz casnic, mașini și biciclete. Mașinile second-hand reprezentau 45% din vizualiări, începând din 2015.
În plus față de continuarea acesteia anunțuri gratuite, compania a declarat că în 2015 va începe să vândă spațiu web pentru anunțurile premium.
În 2016, OLX spus despre % din toate masinile second hand vândute lunar în India au fost din tranzacțiile de pe site-ul. numărul de folosit de vanzari auto pe site din India au crescut cu 100% în 2016, de la 25. Aproximativ 200.000 de vehicule, cu o valoare de 1 miliard de dolari sunt vândute lunar pe site-ul comparativ cu 95.000 de mașini în valoare de 470 milioane dolari în 2015.

### Brazilia
OLX și bomnegocio.com, deținută de compania suedeză Schibsted, au fuzionat în 2014, pentru a crea cel mai mare site de mică publicitate din Brazilia. Compania a început să ofere publicitate la cerere în 2016, site-ul fiind accesat 43 de milioane de vizitatori unici și având câștiguri de trei miliarde de euro lunar din vizualizări din teritoriul Braziliei.

### Kenya
În Kenya, mai mult de 10.000 de fermieri au folosit OLX ca să-și vândă produse și animale în 2016, în special pui și vite, dar și produse perisabile. În mod tradițional, în Kenya, fermierii și cumpărătorii au plătit brokerilor o taxă pentru a fi ajutați cu vânzările. Trecerea la comerțul online a permis agricultorilor a câștiga mai mult prin distanțarea de brokeri și reducerea costurilor de transport. Compania a declarat că fermierii listau înainte animale pentru vânzare în categoria animale de companie și s-a decis crearea categoriei și pentru altfel de animale.

### Nigeria
A fost lansat în Nigeria, în 2012, unde s-a declarat că a avut mai mult de trei milioane de cumpărători și vânzători în țară în 2015. OLX a cumărat concurentul local nigerian TradeStable.

### Filipine
Site-ul filipinez de anunțuri Sulit a fost rebranduit ca OLX în 2014. De asemene, a fost achiziționat și Ayos Dito, iar redirecționarea spre OLX a început din 2015.

## Investitorii
Compania a fost finanțată de firme de capital de risc, inclusiv: Nexus Venture Partners, Founders Fund, DN Capital, General Catalyst Partners și Bessemer Venture Partners. În 2010, o mare parte a societății a fost achiziționată de grupul sud-african Naspers, care a cumpărat de la investitorii existenți. Înainte de tranzacție, OLX a avut o cifră de afaceri de 30 de milioane de dolari.